# Katalin Tuschák
Katalin Tuschák (ur. 13 czerwca 1959 w Budapeszcie) – węgierska florecistka, brązowa medalistka olimpijska i złota medalistka mistrzostw świata.

## Życiorys
Na igrzyskach olimpijskich w Seulu w 1988 roku reprezentacja Węgier w składzie: Zsuzsanna Jánosi-Németh, Gertrúd Stefanek, Zsuzsanna Szőcs, Katalin Tuschák i Edit Kovács zdobyła brązowy medal w turnieju drużynowym. Indywidualnie nie startowała. Był to jej jedyny start olimpijski.
Wspólnie z Zsuzsanną Jánosi, Edit Kovács, Gertrúd Stefanek i Zsuzsanną Szőcs zdobyła również złoty medal na mistrzostwach świata w Lozannie w 1987 roku, wygrywając w finale z reprezentacją Rumunii. 